# Санкашки центар Санки
Санкашки центар „Санки“ (рус. Центр санного спорта «Санки») представља стазу за такмичења у бобу, скелетону и санкању, и налази се на око 60 км североисточно од града Сочија и недалеко од варошице Краснаја Пољана (Краснодарски крај, Русија). У центру „Санки“ бит ће одржана олимпијска такмичења у бобу, скелетону и санкању на Зимским олимпијским играма 2014. године.
Укупна дужина стазе је 1.814 метара, од чега је 314 метара у зони кочења. Максимална брзина на стази је до 135 км/ч. Стаза прати природни рељеф краја и највиши део лежи на надморској висини од 836 метара, док је најнижи део на 704 метра.